# Stane Bernik
Stane Bernik, slovenski umetnostni zgodovinar, profesor, urednik in likovni kritik, * 29. april 1938, Prizren, Kosovo, † 11. december 2019, Ljubljana.

## Življenje in delo[3]
Drugo svetovno vojno je kot skrit otrok skupaj z bratom preživel v katoliškem samostanu v Sarajevu; starši so bili v partizanih (oče je bil prej artilerijski oficir kraljeve vojske). Gimnazijo je zaključil v Ljubljani leta 1957. Po diplomi leta 1964 na ljubljanski Filozofski fakulteti (umetnostna zgodovina in sociologija) je bil v letih 1964−1994 urednik revije Sinteza; od 1967 glavni, od 1973 tudi odgovorni. Leta 1974 je postal docent, 1979 izredni in 1989 redni profesor za vizualne komunikacije na Akademiji likovnih umetnosti v Sarajevu. Akademija znanosti in umetnosti BiH v Sarajevu ga je uvrstila med svoje dopisne člane, podobno kot Marka Mušiča in Renza Piana. Od 1985 do upokojitve je predaval razvoj oblikovanja na ljubljanski Akademiji za likovno umetnost in oblikovanje. Akademijo je mandat pred upokojitvijo vodil kot dekan, 2007 pa je postal zaslužni profesor ljubljanske univerze. S pritegnitvijo modernega urbanizma, sodobne arhitekture, oblikovanja, fotografije in novih medijev je Bernik v slovensko umetnostno zgodovino in kulturo pionirsko uvedel nove vidike, nove zvrsti, zlasti obravnave arhitekture 20. stoletja ob in po Plečniku, fotografije, oblikovanja in tekoče likovne ustvarjalnosti ter ohranjanje urbanističnih območij starejših mestnih jeder. Je avtor več temeljnih razprav o moderni slovenski umetnosti in številnih monografskih predstavitev sodobnih umetnikov (Silvester Komel, Milan Mihelič, Veno Pilon, Jože Spacal). Kot strokovni sodelavec spomeniškovarstvenih zavodov je napisal izhodiščne študije o več slovenskih mestih, med drugimi tudi o Ljubljani, Črnomlju, Kočevju, Zagorju ob Savi, za obalna mesta (Koper, Izola, Piran). Izjemno vlogo je imel pri vodenju društev s področja likovne ustvarjalnosti. Bil je prvi predsednik Slovenskega konservatorskega društva, med vodilnimi in pionirji v društvu likovnih kritikov, v zgodnjih osemdesetih in v devetdesetih letih več mandatov predsednik Slovenskega umetnostnozgodovinskega društva (1976–82; 1990–95) in ob tem začetnik DOCOMOMO (mednarodno združenje za dokumentiranje in ohranjanje moderne arhitekture) v Sloveniji. Kot likovni kritik se je posebej posvečal področjem arhitekture 20. stoletja, urbanizma in oblikovanja, kjer je napravil prve selekcije in likovna vrednotenja za vse avtorje po Jožetu Plečniku, ter izbranim poglavjem fotografije Vena Pilona in številnih drugih fotografov, kar je spodbudilo tri pregledne razstave o slovenskih fotografih. Raziskoval in predstavljal je plakate, posebej gledališke. Je avtor monografij arhitekta Milana Miheliča, Miloša Bonče in več slikarjev, med njimi unikatno koncipirano S. Komela. 1984 je sodeloval pri ustanovitvi oddelka za oblikovanje na ALUO, kjer je 1985–2007 vodil katedro za razvoj in teorijo oblikovanja. Leta 1995 je bil na Filozofski fakulteti Univerze v Ljubljani izvoljen v naziv rednega profesorja za umetnostno zgodovino novega veka; 1995–2001 je bil glavni urednik ene naših najstarejših strokovnih revij: Zbornika za umetnostno zgodovino. Kot urednik in soavtor je bil med ključnimi za svoja področja raziskav in soustvarjanj tudi pri leksikalnih in enciklopedičnih publikacijah. Dolga leta raziskav, člankov, katalogov in ocen je nadgradil v knjigi Slovenska arhitektura XX. stoletja. Svojo energijo je usmerjal tudi v širši prostor nekdanje Jugoslavije, kjer so ga cenili kot kritika, predavatelja in pisca o Bernardu Bernardiju in Zlatku Ugljenu. Njegovo delo je bilo eden od temeljev za sedanje predstavitve jugoslovanske sodobne arhitekture, kakor je bila razstava leta 2018 v Moma v New Yorku. 

## Nagrade in priznanja
Dobil je mdr. nagrado Prešernovega sklada (z Oskarjem Kogojem, 1971), Plečnikovo medaljo (1982 in 2005), 2003 zlato plaketo Univerze v Ljubljani, 2007 naziv zaslužnega profesorja in nagrado Izidorja Cankarja (2007), ki jo podeljuje Slovensko umetnostnozgodovinsko društvo, katerega častni član je bil in 2016 še Steletovo nagrado za življenjsko delo na področju varovanja kulturne dediščine. Bil je zunanji (tuji) član Akademije znanosti Bosne in Hercegovine (od 2002). 